# Pringsheimia sepincola
Pringsheimia sepincola är en svampart som först beskrevs av Elias Fries, och fick sitt nu gällande namn av Franz Xaver von Höhnel 1920. Pringsheimia sepincola ingår i släktet Pringsheimia och familjen Dothioraceae.   Inga underarter finns listade i Catalogue of Life.